# Kenji Arai
Kenji Arai (新井 健二 Arai Kenji?, nacido el 19 de mayo de 1978 en Saitama) es un exfutbolista japonés. Jugaba de defensa y su último club fue el Home United FC de Japón.

## Trayectoria

### Clubes
| Club                     | País     | Año         |
| ------------------------ | -------- | ----------- |
| Albirex Niigata          | Japón    | 2001 - 2003 |
| Albirex Niigata Singapur | Singapur | 2004 - 2005 |
| Singapore Armed Forces   | Singapur | 2006 - 2009 |
| Goa                      | India    | 2009 - 2010 |
| Hougang United FC        | Singapur | 2010        |
| Home United FC           | Singapur | 2011 - 2012 |

## Palmarés

### Títulos nacionales
| Título    | Club            | País  | Año  |
| --------- | --------------- | ----- | ---- |
| J2 League | Albirex Niigata | Japón | 2003 |